# Erioptera chrysocomoides
Erioptera chrysocomoides är en tvåvingeart som beskrevs av Alexander 1929. Erioptera chrysocomoides ingår i släktet Erioptera och familjen småharkrankar. Inga underarter finns listade i Catalogue of Life.